# Lijst van parasieten bij de mens
Bij mens, dier en plant zijn vele parasieten beschreven. In dit artikel worden parasieten bij de mens opgesomd en in categorieën ingedeeld. Dit kan op basis van veel criteria, bijvoorbeeld op taxonomische gronden (eencelligen (protozoa), of meercelligen), op aard van het parasitisme (bloedparasieten, darmparasieten, huidparasieten), of op grond van de gastheer (medische parasitologie, veterinaire parasitologie). Hier volgt een kort en niet uitputtend overzicht van humane parasieten.
| Nederlandse naam           | Wetenschappelijke naam                                   | Groep                   | Waar/hoe                                                                       | Opm                                              |
| -------------------------- | -------------------------------------------------------- | ----------------------- | ------------------------------------------------------------------------------ | ------------------------------------------------ |
| mensenvlo                  | Pulex irritans                                           | insecten (Siphonaptera) | zuigt bloed                                                                    | niet (meer) in NL                                |
| kattenvlo                  | Ctenocephalides felis                                    | insecten (Siphonaptera) | zuigt bloed                                                                    | algemeen bij honden en katten                    |
| hondenvlo                  | Ctenocephalides canis                                    | insecten (Siphonaptera) | zuigt bloed                                                                    | nog weleens bij honden                           |
| hoofdluis                  | Pediculus capitis                                        | insecten                | zuigt bloed                                                                    | ook veel in NL                                   |
| kleerluis                  | Pediculus humanus                                        | insecten                |                                                                                | zelden in NL                                     |
| schapenteek                | Ixodes ricinus                                           | teken en mijten         | zuigt bloed                                                                    | algemeen in NL                                   |
| chiggermijt                | Trombicula alfreddugesi                                  | mijten (Acari)          | bijt mensen in voeten en andere delen die de grond raken                       | Noord-Amerika                                    |
| chiggervlo                 | Tunga penetrans                                          | insecten (Siphonaptera) | graaft zich in voeten in                                                       | Afrika, Centraal-Amerika                         |
| leverbot                   | Fasciola hepatica                                        |                         |                                                                                |                                                  |
| bedwants                   | Cimex lectularius                                        | insecten                | zuigt bloed                                                                    | zeldzaam in NL                                   |
| varkenslintworm            | Taenia solium                                            | platwormen              | eten van ongekookt, besmet varkensvlees                                        | zeldzaam in NL                                   |
| brede vislintworm          | Diphyllobothrium latum                                   |                         |                                                                                | zeldzaam in NL                                   |
| lintwormkyste              | Cysticercus sp                                           |                         |                                                                                | zeldzaam in NL                                   |
| runderlintworm             | Taenia saginata                                          | platwormen              | eten van ongekookt, besmet rundvlees                                           | zeldzaam in NL                                   |
| mijnworm                   | Necator americanus Ancylostoma duodenale                 | rondwormen              |                                                                                |                                                  |
| aarsmade                   | Enterobius vermicularis                                  | rondwormen (nematoden)  | leeft in darm, jeuk bij anus                                                   | algemeen in NL                                   |
| spoelworm                  | Ascaris lumbricoides                                     | rondwormen              | leeft in darm                                                                  | zelden in NL                                     |
| hondespoelworm             | Toxocara canis                                           | rondwormen              | vnl allergische reacties                                                       | vrij algemeen in NL                              |
| kattespoelworm             | Toxocara cati                                            | rondwormen              | vnl allergische reacties                                                       | vrij algemeen in NL                              |
| trichinose                 | Trichinella spiralis                                     |                         | in ongekookt vlees (wild zwijn)                                                | zeer zeldzaam in NL                              |
| filariasis, olifantsziekte | Wuchereria bancrofti                                     |                         |                                                                                | alleen import in NL                              |
| zweepworm                  | Trichuris trichiuria                                     |                         |                                                                                | Niet zeldzaam in NL                              |
| guineaworm                 | Dracunculus medinensis                                   |                         |                                                                                | alleen import in NL zelfs in Afrika zeldzaam     |
| malaria                    | Plasmodium falciparum, P. vivax, P. ovale en P. malariae |                         |                                                                                | importziekte in NL                               |
| slaapziekte                | Trypanosoma rhodesiense en T. gambiense                  |                         | door tseetseevlieg overgebracht                                                | alleen in Afrika                                 |
| leishmaniasis              | Leishmania sp.                                           |                         |                                                                                | o.a. in Noord-Afrika                             |
| schistosoma                | Schistosoma haematobium en S. japonicum                  |                         | leeft in bloedvaten                                                            | alleen import in NL                              |
| schurftmijt                | Sarcoptes scabiei                                        | mijten (Acari)          | leeft in de huid                                                               | jeuk, zeldzaam in NL                             |
| haarzakjesmijt             | Demodex folliculorum                                     | mijten                  | in haarzakjes gelaatshaar                                                      | algemeen, vaak zonder klachten                   |
| schaamluis                 | Phthirus pubis                                           | insecten                | zuigt bloed                                                                    | ook wel in NL                                    |
| giardiasis                 | Giardia lamblia                                          | eencellige              | in darm, verwekt diarree                                                       | niet zeldzaam in NL, vaak na tropische vakanties |
| toxoplasmose               | Toxoplasma gondii                                        | eencellige              | ongewassen groente, jonge katten                                               | niet zeldzaam, maar vaak onopgemerkt             |
| Strongyloidiasis           | Strongyloides stercoralis                                | rondworm                | besmetting via oro-fecale route, darm, kan zich naar bloed, longen verspreiden | Azië, Afrika, Centraal en Zuid-Amerika           |